# Nagarawangi (Rancakalong)
Nagarawangi is een bestuurslaag in het regentschap Sumedang van de provincie West-Java, Indonesië. Nagarawangi telt 4417 inwoners (volkstelling 2010).